# Rugby à sept en France
Le rugby à sept en France, comme dans la plupart des autres pays, est pratiqué comme extension du rugby à XV et est en conséquence régulé par la même fédération que ce dernier.
La pratique du rugby à sept est restée longtemps assez anecdotique en dehors des tournois internationaux auxquels l'équipe de France participe régulièrement à partir des années 1990. Mais elle se développe de manière conséquente au fur et à mesure que le rugby sevens acquiert un statut de discipline olympique.
Malgré ce statut olympique, ce rugby peine encore à convaincre le milieu du rugby dans le début des années 2010. Guy Novès, figure emblématique du rugby français, déclare par exemple en 2011 : « Dans le 7, il y a absence de combat, ce n'est que de l'évitement (…) Le 7, c'est de la course à pied. Autant aller voir de l'athlétisme... ».
Cependant à la fin des années 2010, entre les résultats encourageant de ses équipes nationales et l'organisation de différentes compétitions de rugby à sept en France, ce sport semble être dans une dynamique positive, permettant d'envisager de rattraper le retard de la France sur les autres grandes nations du rugby mondial.

## Histoire

### Premiers tournois avec des équipes françaises (1970-2010)
En 1970 le PUC organise le premier tournoi de rugby à sept, entre club français. Expérience qu'il reconduira annuellement à partir de 1974, conviant les meilleures équipes nationales de rugby à XV ainsi que des clubs venus de l'étranger.
Le premier match international de l'équipe de France a lieu au Murrayfield Stadium le 7 avril 1973 en Écosse, lors du premier tournoi international de rugby à sept organisé à l'occasion du centième anniversaire de la Fédération écossaise de rugby à XV.
Avec la création du tournoi de Hong Kong en 1976, la France participe à ce premier grand tournoi international annuel de rugby à sept, d'abord avec une selection de Barbarians français entre 1984 et 1988, puis avec une selection nationale à sept à proprement parler de 1991 à 1999, dernière édition indépendante, qui intégrera par la suite les World Rugby Sevens Series, dont l'équipe de France deviendra une des nations participantes. La France dispute aussi entre-temps la Melrose Cup en 1993, la première Coupe du monde de rugby à sept.
Depuis la saison 1999-2000, l'équipe de France ne quitte plus le circuit mondial, et parvient même à effectuer quelques performances notables, comme une victoire au tournoi de Paris en 2005.
Mais malgré cette entrée de la France dans le circuit mondial, le sport reste à un niveau de notoriété bien loin du rugby à XV. Même si sous la houlette de Thierry Janeczek, pilier du développement du sept dans l’hexagone, les joueurs français évoluent déjà dans un rugby à sept à très forte intensité, les départs pour les étapes des World Series sont plus souvent considérées comme des vacances que des sélections en équipe nationale à proprement parler.

### Développement du rugby à sept autour du projet olympique (à partir de 2010)
Les années 2000 ont beau témoigner d'une équipe masculine capable d'exploits ponctuels au niveau mondial, et d'une équipe féminine qui figure plutôt bien dans les quelques compétitions internationales telles que le Tournoi féminin de Hong Kong de rugby à sept, de l'aveu même de la FFR, le sept reste l'affaire de petits groupe de passionnés, d'initiatives individuelles de quelques clubs et d'événements très sporadiques.

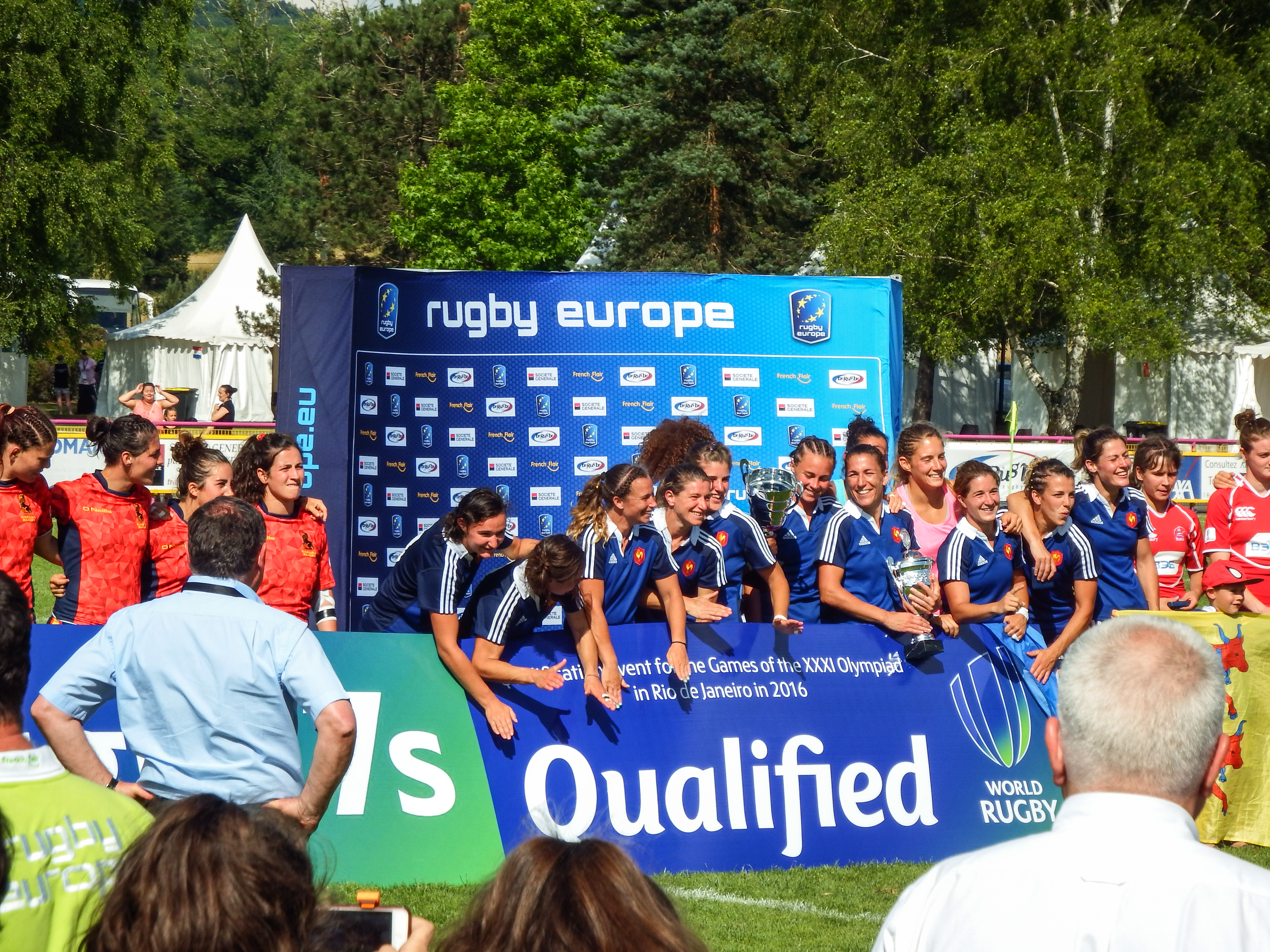
L'équipe de France féminine le 21 juin 2015, célébrant leur qualification pour les Jeux olympiques de 2016.

C'est finalement grâce à l'élan causé par l'inscription de la discipline aux Jeux olympiques en 2009 que les choses vont vraiment s'accélérer : en mars 2010, la FFR a adopte pour la première fois un « plan d’actions stratégique relatif au rugby à 7 ». Il prévoit notamment l’organisation de compétitions de détection et la conclusion de contrats de travail entre la FFR et des joueurs appelés à composer l'équipe de France à sept tout au long de la saison. L'équipe de France se base ainsi sur un nombre croissant de joueurs sous contrat fédéral, mettant les joueurs concernés à l'entière disposition de la fédération pour porter le maillot national toute la saison ; sans club, ces joueurs ne pratiquent plus le rugby à XV en compétition officielle, ; Terry Bouhraoua est ainsi le premier joueur à signer un contrat fédéral dans cette optique. En catégorie féminine, alors que le rugby à XV n'est pas professionnalisé, les internationales à sept sont également encadrées par des contrats fédéraux mais à temps partiel, tout en continuant à évoluer avec leurs clubs de rugby à XV,.
Les compétitions de rugby à sept se répandent dans un premier temps surtout dans les catégories de jeunes, avec indirectement, en point d'orgue indirect, la victoire des Bleuets aux JO de la jeunesse de 2014.
À partir de la saison 2011-2012, il existe des championnats de France de rugby à sept, masculins et féminins ouverts à tous les clubs.
Il faut néanmoins attendre la saison 2019-2020 pour assister à la mise en place de tournoi de sept entre équipes professionnelles : le Supersevens, organisés par la LNR sur trois weekends consécutifs en août. La France rattrape ainsi, environ 10 ans après, son retard sur ses voisins d'outre-manche, les anglais ayant déjà mis en place des Premiership Rugby Sevens Series en 2010.
Cette période de la fin des années 2010 semble aussi correspondre à un regain de forme au niveau de l'équipe nationale, masculine notamment : fort d'un groupe de joueurs sous contrats forgé au fil des années et d'une convention de mise à disposition de quinzistes avec la LNR, la saison 2018-2019 est une des premières où la France parvient à reproduire d'affilée des performances de très haut niveau.